# 迪羅克群島
63°18′S 57°54′W / 63.300°S 57.900°W
迪羅克群島（Duroch Islands），是南極洲的群島，位於葛拉漢地的特里尼蒂半島以北，距離雷格皮爾角約1公里，面積約5平方公里，由法國探險隊發現，現時由南極條約體系管理。